# يستعور
اليَسْتَعُور (الاسم العلمي: Clutia)، جنس نباتات من فصيلة البيريات. مواطنها أفريقيا جنوب الصحراء الكبرى وشبه الجزيرة العربية.